# 克萊因科茨
48°25′N 10°18′E / 48.417°N 10.300°E

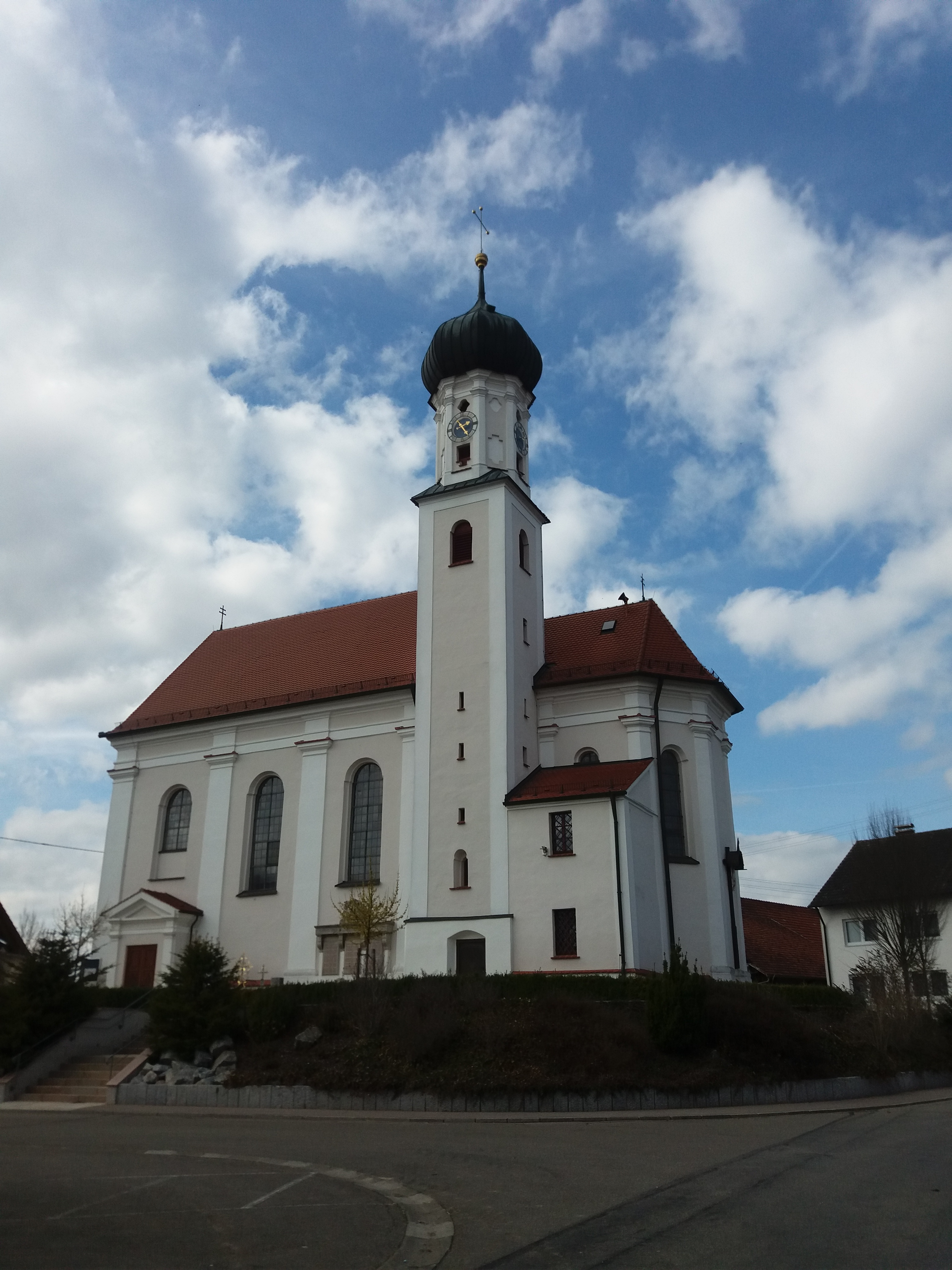
克萊因科茨的天主教聖尼古拉教堂

克萊因科茨（德語：Kleinkötz）是德國巴伐利亞州金茨堡附近的一個村莊，二戰後美軍在這裡設置了流離失所者難民營。 它是約翰·埃伯林·馮·金茨堡 (Johann Eberlin von Günzburg) 的出生地。